# Lalo Azcona
Ladislao de Arriba Azcona, conocido como Lalo Azcona (Oviedo, 20 de junio de 1951) es un periodista y empresario español.

## Trayectoria profesional
Inició su carrera trabajando como periodista y se hizo especialmente famoso durante los años setenta cuando, en el verano de 1976, se le encargó la edición y presentación de la primera edición del Telediario de TVE, puesto que ocupó hasta finales de 1977. Su juventud, su peculiar y cercana forma de dar las noticias y su imagen caracterizada por un nudo de corbata torcido, lo convirtieron en un rostro extremadamente popular en la época y una de las caras que tuvo la oportunidad de retransmitir la Transición en directo, con acontecimientos como la legalización del Partido Comunista de España o las primeras elecciones democráticas. Su labor al frente del Telediario, le valió el Premio TP de Oro de 1977 al Mejor Presentador. Más adelante aparecería en algún otro programa de Televisión española: En 1977 presentó brevemente el espacio 300 millones y entre 1981 y 1983 se puso al frente del espacio de debate En este país.
Después se ha dedicado al mundo de los negocios privados, siendo fundador y presidente de la multinacional de comunicación empresarial "Estudio de Comunicación" (fundada en 1983), y de "Tecnocom", una de las cinco primeras empresas del sector de la tecnología de la información en España que cotiza en la Bolsa de Madrid desde 1987 hasta que fue adquirida por Indra en 2017.
Asimismo, preside la Fundación Azcona, entidad sin ánimo de lucro, que ha patrocinado y publicado los catálogos razonados de grandes figuras del arte contemporáneo español del siglo XX: Martín Chirino, Manolo Millares, Manuel Rivera, Luis Fernández, Julio González o Pablo Serrano.